# Electro Man
Electro Man — компьютерная игра производства американской Epic MegaGames (ныне Epic Games) и польской xLAND. Первоначально она была выпущена в Польше компанией xLand в 1991 году и называлась Electro Body, а через 2 года в 1993 году была издана американской компанией Epic Megagames и была переименована в «Electro Man».

## Геймплей
Главным героем игры является робот по прозвищу «Electro Man» (В 1991 году назывался «Electro Body»). Цель игры — найти три карточки-ключа и телепортироваться на следующий уровень.
Игра состоит из 8 уровней, каждый из которых заканчивается нахождением 3 карточек-ключей. В каждом уровне можно найти патроны в виде батареек. Здесь не отображается число патронов, но есть шкала, в которой отображается количество квадратиков, обозначающих количество патрон. Если один из квадратиков мигает — это означает, что патрон кончается. Кроме того, патроны могут исчезнуть со шкалы, если в ней горит только красный квадрат. Это может произойти в результате гибели или установления точки сохранения, в которой можно телепортироваться после гибели или запуска игры. На каждом уровне есть различные ловушки: лазеры, монстры, мины, горячие бочки и т. п. Если к ним подойти поближе, игрок сразу же погибнет и тогда придется начинать сначала (игрок может телепортироваться в точку сохранения, но монстры вновь оживут). Некоторые из них можно уничтожать. Помимо этого, в игре есть также телепорталы.

## Издания
Игра была выпущена как часть антологии под названием «Epic Puzzle Pack» (туда же входят такие игры, как «Robbo» и «Heartlight») в 1994 году.